# شيبانه جو (سقز)
قرية شيبانه جو (بالكردية: شیپانەجۆ) هي إحدى القرى التابعة لـذو الفقار في ريف قسم سرشيو من مقاطعة سقز، في محافظة كردستان الإيرانية.

## السكان
حسب إحصاءات سنة 2006، بلغ إجمالي السكان في شيبانه جو 186 نسمة وعدد المساكن 36 مسكن. لغة سكان شيبانه جو هي اللغة الكردية و هم من أهل السنة والجماعة والمذهب الشافعي.